# August 2007
Portal Geschichte | Portal Biografien | Aktuelle Ereignisse | Jahreskalender | Tagesartikel

◄ |
20. Jahrhundert |
21. Jahrhundert

◄ |
1970er |
1980er |
1990er |
2000er
| 2010er | 2020er | 2030er | ►

◄ |
2003 |
2004 |
2005 |
2006 |
2007
| 2008 | 2009 | 2010 | 2011 | ►

◄ |
Mai 2007 |
Juni 2007 |
Juli 2007 |
August 2007 |
September 2007 |
Oktober 2007 |
November 2007 |
►
Dieser Artikel behandelt tagesbezogene Nachrichten und Ereignisse im August 2007.

## Tagesgeschehen

### Mittwoch, 1. August 2007

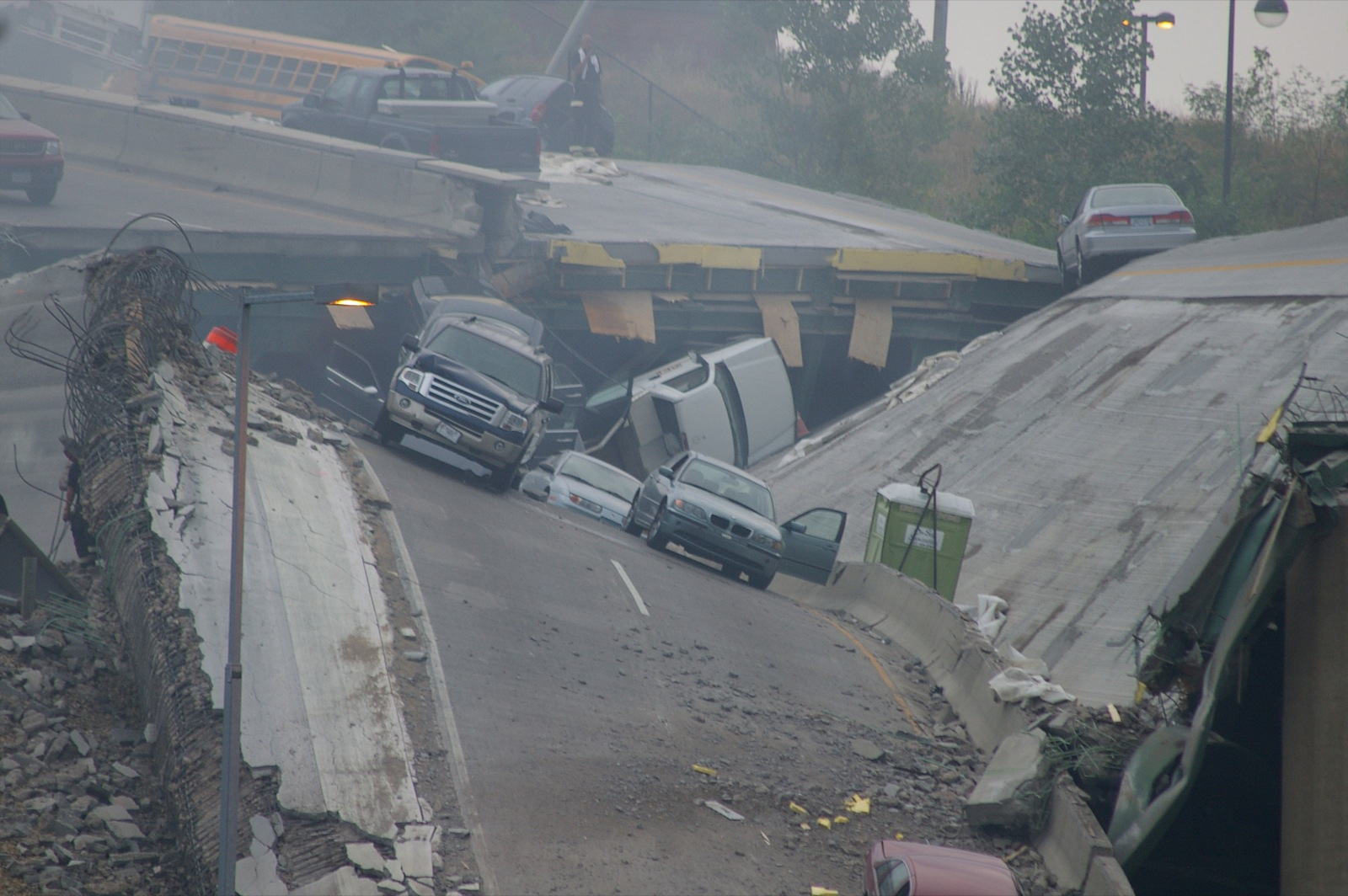
Interstate 35W, Minneapolis

- Berlin/Deutschland: Die Bundesregierung schließt ein stärkeres Engagement in der neubeschlossenen Mission der Vereinten Nationen in der sudanesischen Krisenprovinz Darfur mit Soldaten der Bundeswehr aus. Deutschland sei bereits an der bestehenden „Voraus“-Mission beteiligt und verfüge nicht über die Kapazitäten zur Aufstockung.[1]
- Hamburg/Deutschland: Die Hamburger Scientology-Beauftragte Ursula Caberta fordert ein Verbot der Vereinigung, da sie gegen den Staat operiere und durch ihre Präsenz in Berlin offenkundig nach direktem Einfluss strebe.[2]
- Minneapolis/Vereinigte Staaten: Während der Hauptverkehrszeit stürzt in Minneapolis, Minnesota, die achtspurige Interstate-35W-Mississippi-River-Brücke ein, wobei mindestens vier Menschen getötet werden.[3]
- New York/Vereinigte Staaten: Der Medienunternehmer Rupert Murdoch schließt die Übernahme des Medienkonzerns Dow Jones mit dem Aushängeschild The Wall Street Journal ab, nachdem die Eigentümerfamilie Bancroft einer Offerte von womöglich 5 Milliarden Dollar zugestimmt haben.[4]
- Wien/Österreich: FPÖ-Chef Heinz-Christian Strache gibt im Prozess um von ihm sogenannte „Paintballbilder“ frühere Kontakte zur seit 1994 in Deutschland verbotenen neonazistischen Wiking-Jugend zu.[5]

### Donnerstag, 2. August 2007
- Bagdad/Irak: Ministerpräsident Nuri al-Maliki bemüht sich nach dem Rückzug aller sunnitischen Minister aus seinem Kabinett um den Erhalt seiner Regierung.[6]
- Berlin/Deutschland: Die Verkehrsminister der Länder verwerfen die Pläne von Bundesverkehrsminister Wolfgang Tiefensee zur Privatisierung der Deutschen Bahn und fordern Nachbesserungen. So fordern sie ein „echtes Mitsprache- und Kontrollrecht der Länder bei der Verwendung der für Investitionen im Nahverkehrsbereich vorgesehenen Bundesmittel“.[7]

### Freitag, 3. August 2007
- Bangladesch, Indien, Nepal: Aufgrund der Überschwemmungen sind in Assam, Bihar, Uttar Pradesh und Nepal 20 Millionen Menschen obdachlos geworden. Alleine in Indien sollen 1.300 Menschen an den Folgen (Ertrinken, Mangel an sauberem Trinkwasser, Ruhr) gestorben sein.[8]
- Plaidt/Deutschland: Ein leichtes Erdbeben der Stärke 4,0 Mw mit Epizentrum in Plaidt bei Koblenz erschüttert die Region gegen 5.00 Uhr Ortszeit.[9]
- Surrey/Vereinigtes Königreich: Die Leiterin der britischen Veterinärbehörde, Debby Reynolds, bestätigt den Ausbruch der Maul- und Klauenseuche. Bei rund 60 Rindern eines Hofes in Wanborough nahe Guildford in der südenglischen Grafschaft Surrey wurden die Erreger der Krankheit festgestellt.[10]

### Samstag, 4. August 2007
- Dorset/Vereinigtes Königreich: Nachdem der Ausbruch der Maul- und Klauenseuche in der südenglischen Grafschaft Surrey bestätigt wurde, bricht Premierminister Gordon Brown seinen Urlaub ab, um das Krisenmanagement zu leiten. 2001 mussten Millionen von Rindern getötet werden, um die Ausbreitung der Krankheit zu verhindern.[11][12]
- London/Vereinigtes Königreich: Die Regierung Brown verhängt wegen der Maul- und Klauenseuche einen Exportstopp für Vieh und Tierprodukte aus dem gesamten Land. Zudem wird der Transport von Rindern, Schafen, Schweinen und Ziegen verboten.[13]

### Montag, 6. August 2007

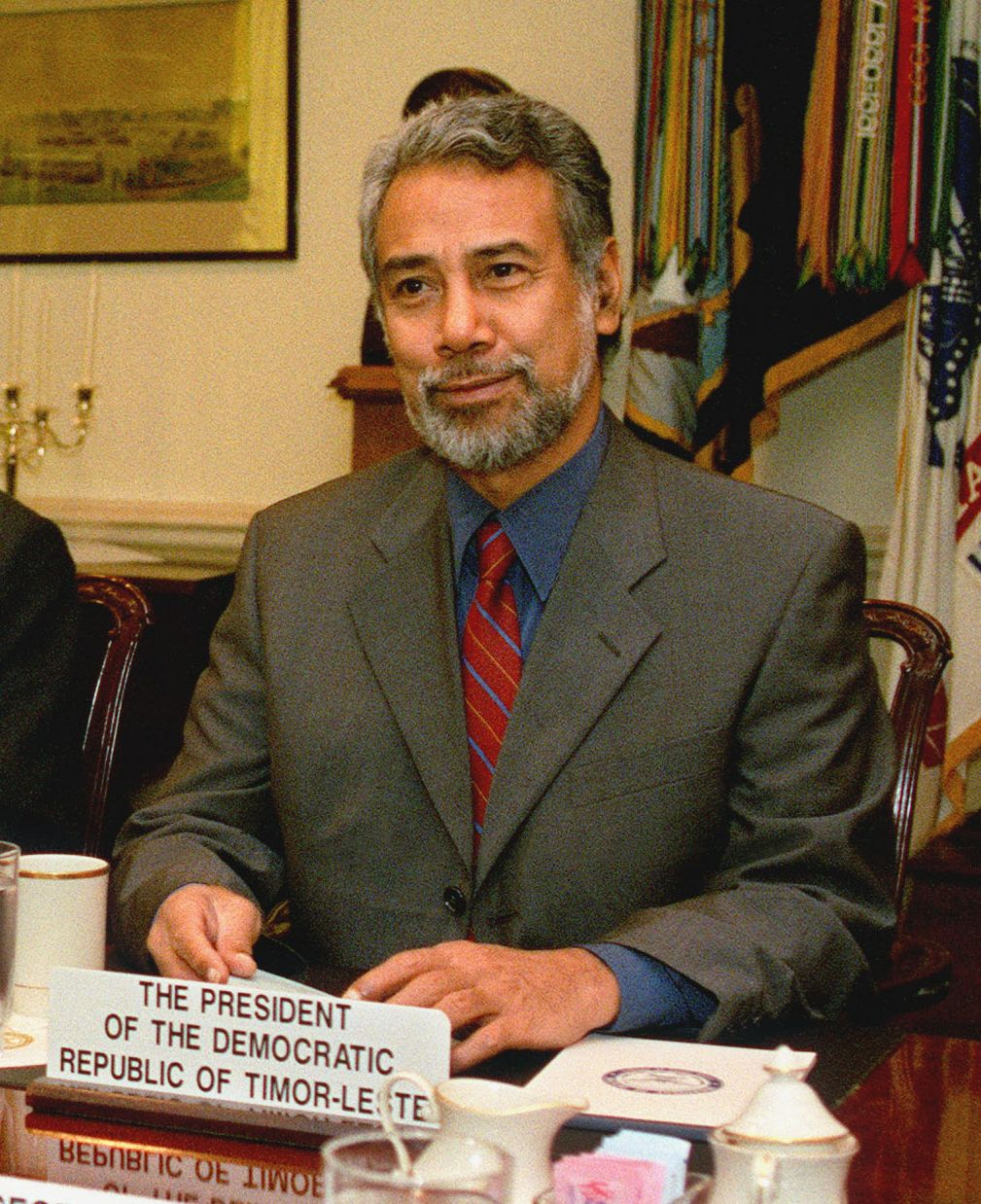
Xanana Gusmão

- Chennai/Indien: Die Klage des schweizerischen Unternehmens Novartis gegen den indischen Staat wegen der Rechtmäßigkeit des indischen Patentgesetzes wird abgewiesen, da sich das indische Gericht für unzuständig erklärt und Novartis an das Schlichtungstribunal der WTO verweist.[14]
- Dili/Osttimor: Der frühere Unabhängigkeitskämpfer Xanana Gusmão wird zum Premierminister von Osttimor ernannt.[15]
- Teheran/Iran: Die iranische Regierung verbietet die regimekritischen Zeitungen Shark und Ham Mihan.[16]

### Dienstag, 7. August 2007

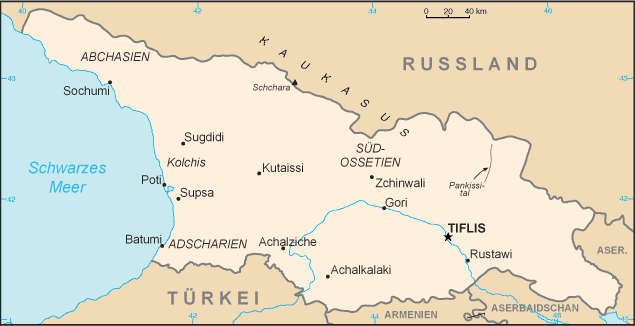
Karte Georgiens

- China: Der zu den Zahnwalen zählende Chinesische Flussdelfin gilt offiziell als ausgestorben und damit als erste Walart, die durch das Einwirken des Menschen ausgerottet wurde.[17]
- Kuala Lumpur/Malaysia: Beginn der bis zum 19. August andauernden Badminton-Weltmeisterschaft in den Einzelwettbewerben.[18]
- Oldenburg/Deutschland: Die Vorrunde der Faustball-Weltmeisterschaft 2007 der Männer findet in Oldenburg statt. Mit zwei Siegen qualifiziert sich die deutsche Nationalmannschaft sicher für die Zwischenrunde. Auch die weiteren Favoriten Österreich, die Schweiz und Brasilien setzen sich mit jeweils zwei Siegen in ihrer Gruppe durch.[19]
- Saarbrücken/Deutschland: Mit dem Übertritt der grünen Abgeordneten Barbara Spaniol ist im Landtag des Saarlands erstmals die Partei Die Linke vertreten.[20]
- Tiflis/Georgien: Nach dem angeblichen Raketenbeschuss eines georgischen Dorfes von russischem Territorium aus, bestellt die Regierung den russischen Botschafter zur Klärung des Vorfalls ins georgische Außenministerium. Innenminister Wano Merabischwili spricht im Zusammenhang gar von einer Lenkrakete eines Flugzeugs. Hintergrund der außenpolitischen Entfremdung beider Staaten ist die westliche Orientierung Georgiens, das den Eintritt in die Europäische Union anstrebt und den Beitritt zur NATO erwägt.[21]

### Mittwoch, 8. August 2007

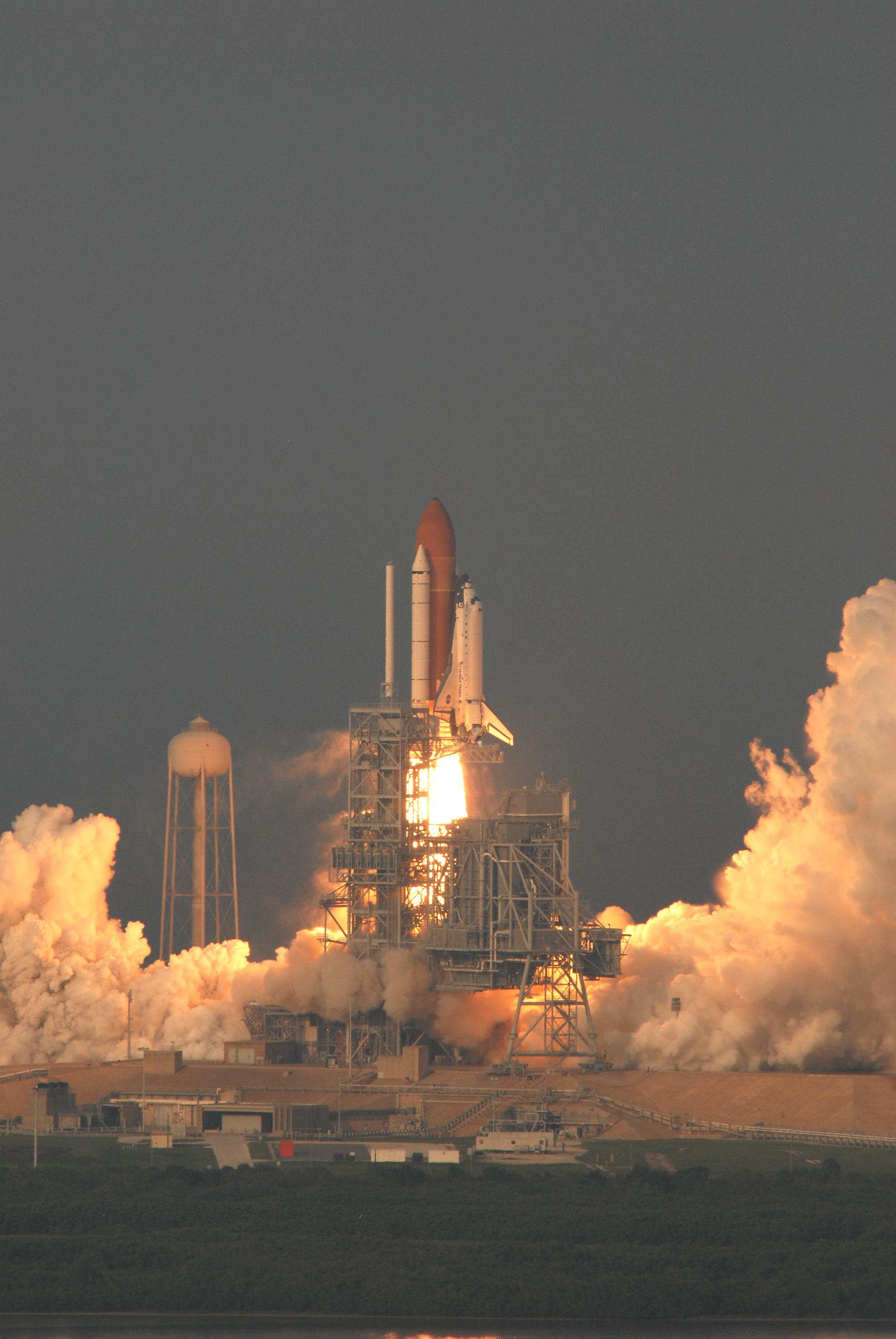
Die Endeavour auf der Startrampe

Logo der Kanu-WM

- Cape Canaveral/Vereinigte Staaten: Um 22.36 Uhr UTC startet das Space Shuttle Endeavour zur Mission STS-118. Die Verschiebung um einen Tag ist Folge eines Lecks der Mannschaftskabine.[22]
- Duisburg/Deutschland: Beginn der 36. Kanu-Weltmeisterschaften, die bis zum 12. August 2007 stattfindet. Die Weltmeisterschaften finden damit bereits zum vierten Male in Duisburg statt. Die Weltmeisterschaften sind zugleich Qualifikationsregatta für die Olympischen Sommerspiele 2008 in Peking.[23]

### Donnerstag, 9. August 2007
- Deutschland, Österreich, Schweiz: Bei schweren Unwettern fällt am Abend an vielen Orten mehr als 45 l/m2 Niederschlag binnen weniger Minuten. Keller, Straßen und Wohnungen werden überflutet. Die A46 musste stundenlang gesperrt werden. In Deutschland (Arnsberg, Mönchengladbach) sterben zwei ältere Männer, die von den Ausmaßen der Wassermassen überrascht werden, in Österreich eine Frau, die ein entgegenkommendes Auto aufgrund des Regens übersah. Allein in der Schweiz schätzt man den Schaden auf 76 bis 95 Millionen Euro.[24]

### Freitag, 10. August 2007
- Bagdad/Irak: Bei einem US-Luftangriff auf das Schiiten-Viertel Sadr City in der irakischen Hauptstadt kommen 30 Menschen ums Leben. Der Angriff richtete sich gegen Milizen, die nach US-Angaben vom Iran unterstützt und ausgerüstet wurden.[25]
- Ghazni/Afghanistan: Diplomatische Vertreter Südkoreas und der Taliban treffen sich erstmals persönlich zu Gesprächen bezüglich der Freilassung der vor drei Wochen verschleppten 21 Geiseln.[26]
- Saarbrücken/Deutschland: Start der bis zum 18. August andauernden Deutschland Tour 2007.[27]

### Samstag, 11. August 2007

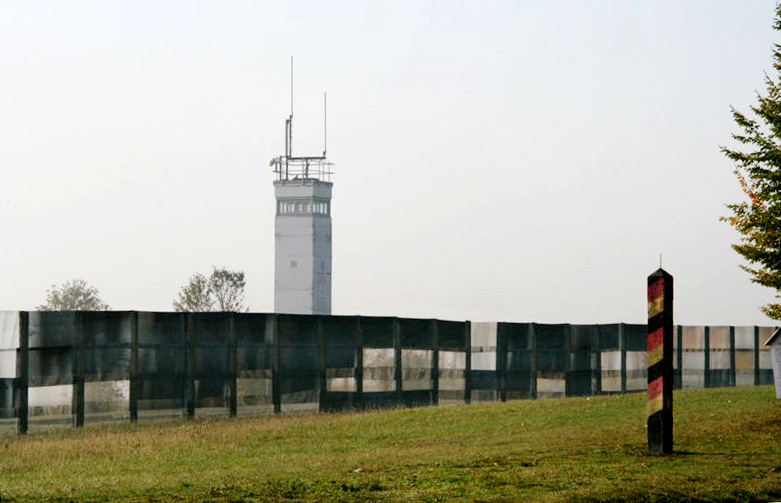
Reste der Grenzanlagen nahe Geisa und Point Alpha

- Frankfurt am Main/Deutschland: Die Europäische Zentralbank hat in den letzten Tagen mehr als 150 Milliarden Euro in den Markt gepumpt, um durch die US-Immobilien- und Hypothekenkrise hervorgerufene Turbulenzen abzuschwächen.[28]
- Magdeburg/Deutschland: Die Birthler-Behörde findet erstmals einen konkreten Schießbefehl für eine Stasi-Einheit zum Einsatz an der innerdeutschen Grenze in den verwahrten Quellen.[29]
- München/Deutschland: Der bayerische Ministerpräsident Edmund Stoiber bezeichnet in einem Interview im Bayerischen Rundfunk die derzeit von Christa Stewens initiierte Debatte, die ihn als potenziellen Nachfolger des Bundespräsidenten Horst Köhler zur Sprache brachte, als überflüssig. Er selbst habe Köhler damals (gegenüber Angela Merkel) vorgeschlagen und habe angesichts der guten Arbeit Köhlers keine Zweifel an einer zweiten Amtsperiode, die er zu unterstützen gedenke.[30]

### Sonntag, 12. August 2007
- Oldenburg/Deutschland: Bei der Faustball-Weltmeisterschaft 2007 der Männer sichert sich Österreich im Endspiel gegen Brasilien mit 3:0 den Titel. Dritter wird Deutschland, das die Schweiz im kleinen Finale mit 3:1 besiegt.[19]
- Tromsø/Norwegen: Vom nordnorwegischen Hafen Tromsø aus entsendet die Regierung Dänemarks einen Eisbrecher, der wissenschaftliche Daten zur Untermauerung von Gebietsansprüchen am Nordpol sammeln soll.[31]

### Montag, 13. August 2007
- Hunan/China: Beim Einsturz einer Brücke über den Fluss Tuo in der zentralchinesischen Provinz Hunan kommen mindestens 29 Menschen ums Leben; 39 Personen werden weiterhin vermisst. Die 320 m lange Brücke, die den Bezirk Fenghuang mit dem Flughafen in der benachbarten Provinz Guizhou verbinden sollte, stürzte ein, als Bauarbeiter das Baugerüst entfernen wollten.[32]
- Warschau/Polen: Die polnische Regierungs-Koalition unter Jarosław Kaczyński wird von ihm aufgekündigt, indem er Minister des Koalitionspartners entlässt und mit Parteigenossen ersetzt. Neuwahlen sind für den Oktober 2007 vorgesehen.[33]

### Dienstag, 14. August 2007
- al-Qahtaniyya, Siba Scheich Khidir/Irak: Bei vier Explosionen in den beiden Dörfern al-Qahtaniyya (Kurmandschi Tîl Êzêr) und Siba Scheich Khidir (Kurmandschi Siba Şêx Xidir) werden 796 Menschen jesidischer Ethnie getötet und weitere 1.562 Jesiden verletzt.[34]
- Berlin/Deutschland: Der deutsche Innenminister Wolfgang Schäuble (CDU) spricht sich für eine Reform der Beamtenversorgung und die Anhebung des Pensionsalters auf ebenfalls 67 Jahre aus: „Auch die Beamten, Soldaten und Richter des Bundes werden Einschränkungen ihrer Altersversorgung hinnehmen müssen, die den Einschränkungen in der Rentenversicherung entsprechen.“[35] Die SPD spricht dabei von einem Konsens über die Parteigrenzen hinweg.[36]
- El Segundo/Vereinigte Staaten: Mit der größten Rückrufaktion seiner Firmengeschichte zieht der US-amerikanische Spielzeug-Hersteller Mattel weltweit über 18 Millionen in China gefertigte Spielwaren, darunter Barbie-Puppen, aus Sicherheitsgründen zurück. Nach Auskunft der Firmenleitung sind an den Produkten kleine Magneten angebracht, die Kinder verschlucken können.[37]
- Pjöngjang/Nordkorea: Bei schweren Unwettern und Regenfällen in Nordkorea kommen 200 Menschen ums Leben oder werden vermisst. 30.000 Häuser werden zerstört, zahlreiche Brücken stürzen ein und Straßen werden unterspült.[38]

### Mittwoch, 15. August 2007
- Duisburg/Deutschland: In der Nacht auf Mittwoch werden bei den Mafiamorden von Duisburg sechs junge Italiener im Alter von 16 bis 39 Jahren in der Nähe des Duisburger Hauptbahnhofes in ihren Wagen getötet. Das italienische Innenministerium bestätigt die Mafiakontakte der Erschossenen und sieht die Tat als Resultat des Streits zweier kalabrischen „Familien“. Es ist das erste Mal, dass die dortige ’Ndrangheta einen Mord dieses Ausmaßes im Ausland verüben lässt.[39]
- Kabul/Afghanistan: Bei einem Anschlag auf deutsche Polizeibeamte in Kabul wurden drei Männer getötet und einer schwer verletzt.[40]

### Donnerstag, 16. August 2007
- Huntington/Vereinigte Staaten: Im US-Bundesstaat Utah sterben drei Rettungskräfte bei der versuchten Bergung von sechs am 6. August in einem Kohlebergwerk in 450 m Tiefe verschütteten Arbeitern.[41]
- Lima/Peru: Bei einem schweren Erdbeben der Stärke 8,0 nahe den Städten Ica und Chincha Alta sterben nach Angaben des Zivilschutzes mehr als 300 Menschen. Mehr als 1.000 Verletzte sind zu beklagen.[42]

### Freitag, 17. August 2007
- Berlin/Deutschland: Die ehemalige RAF-Terroristin Eva Haule wird nach 21-jähriger Haft aus dem Frauengefängnis Berlin-Neukölln auf Bewährung entlassen.[43]

### Samstag, 18. August 2007
- Sonnensystem: Der Planet Venus steht in Unterer Konjunktion (vor der Sonne) und wechselt damit vom Abend- zum Morgenstern; freiäugig sichtbar wird die Venus aber erst am Monatsende.

### Sonntag, 19. August 2007
- Kabul/Afghanistan: Bei einer Aktion von 300 Polizisten im Westen Kabuls wird die junge deutsche Entwicklungshelferin befreit. Dabei werden vier mutmaßliche Entführer festgenommen.[44]
- Mügeln/Deutschland: Während eines Stadtfestes in Mügeln im Landkreis Torgau-Oschatz kommt es zu einer Auseinandersetzung zwischen Deutschen und acht Indern. Dabei jagen etwa 50 deutsche Jugendliche die acht Inder von einem Festzelt aus durch die Stadt zu einer Pizzeria. Augenzeugen zufolge werden dabei fremdenfeindliche Parolen gerufen. 69 Polizeivollzugsbeamten gelingt es, dem Treiben ein Ende zu setzen. Insgesamt werden 14 Personen verletzt, darunter alle acht Inder.[45]

### Montag, 20. August 2007

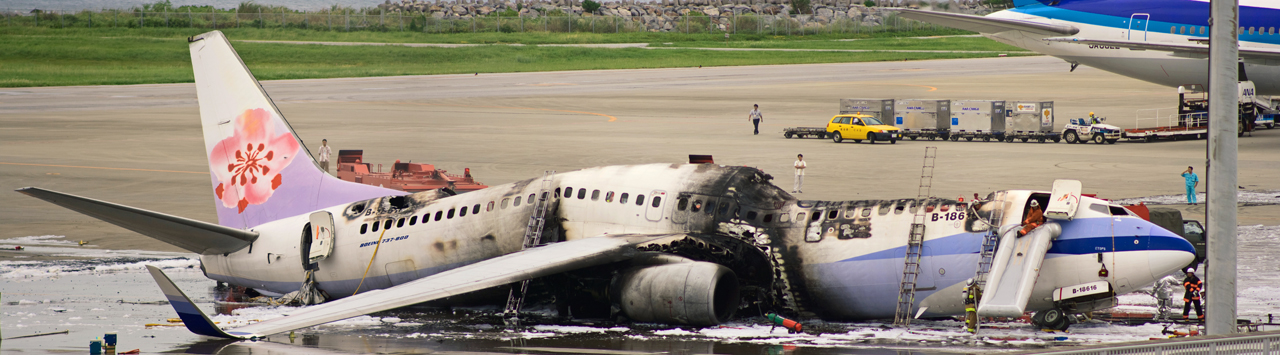
Ausgebrannte Boeing 737 der China Airlines

- Ankara/Türkei: Nach der vorgezogenen Parlamentswahl 2007 in der Türkei am 22. Juli 2007 findet am 20. August 2007 der 1. Durchgang der erneuten Präsidentenwahl statt; der wiederum antretende türkische Außenminister Abdullah Gül scheitert erwartungsgemäß im türkischen Parlament mit den 341 Stimmen seiner AKP vorläufig erneut. Die 99 Abgeordneten der MHP bleiben der Wahl fern. Der zweite Wahlgang ist für Freitag, den 24. August 2007 angesetzt.[46]
- Okinawa/Japan: Eine Boeing 737 der taiwanischen Fluggesellschaft China Airlines geht kurz nach der Landung auf dem Flughafen Okinawa in Naha in Flammen auf. Die 165 Passagiere können kurz vor der Explosion das Flugzeug über die Notrutschen verlassen.[47]

### Mittwoch, 22. August 2007
- Berlin/Deutschland: Das Bundeskabinett einigt sich auf Eckpunkte zur Reform des Verbraucherinsolvenzverfahrens.[48]
- Berlin/Deutschland: Die deutsche Bundesregierung spricht sich für eine Verlängerung der UNIFIL Mission der Deutschen Marine im Libanon um ein Jahr aus. Der Deutsche Bundestag soll Mitte September darüber entscheiden.[49]

### Donnerstag, 23. August 2007
- Berlin/Deutschland: Deutschland ratifiziert das Übereinkommen über die Anerkennung von Qualifikationen im Hochschulbereich in der europäischen Region, mit der Hochschulreifezeugnisse und Hochschulabschlüsse in allen Vertragsstaaten gegenseitig anerkannt werden.[50]
- Meseberg/Deutschland: Das deutsche Bundeskabinett beschließt ein milliardenschweres Klimaschutz-Paket.[51]

### Freitag, 24. August 2007
- Brüssel/Belgien: Zwei Monate nach der belgischen Parlamentswahl erklärte der designierte Ministerpräsident Yves Leterme die Koalitionsverhandlungen zwischen Christdemokraten und Liberalen für gescheitert.[52]
- Wachenroth/Deutschland: In einem Entenmastbetrieb werden mehrere an der Vogelgrippe H5N1 erkrankte Tiere gefunden. Darauf erfolgt die mit 166.000 getöteten Tieren umfangreichste Keulung in der Geschichte der Bundesrepublik.[53]

### Samstag, 25. August 2007

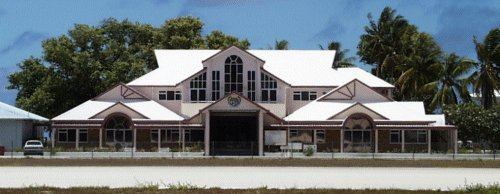
Nauruisches Parlamentsgebäude

- Osaka/Japan: Start der Leichtathletik-Weltmeisterschaften 2007.[54]
- Peloponnes/Griechenland: Die Feuersbrunst in Griechenland hat katastrophale Ausmaße angenommen, über 50 Menschen sterben durch die Waldbrände.[55]
- Yaren/Nauru: Die Parlamentswahlen in der kleinsten Republik der Welt haben begonnen. Präsident Ludwig Scotty hatte die Wahlen um zwei Monate vorgezogen. Die regierende Gefolgschaft um Scotty gilt als prädestinierter Anwärter auf den Wahlsieg und auf eine weitere Legislaturperiode von drei Jahren. Scotty hatte zuletzt unpopuläre Verfassungsreformen angekündigt, welche das bankrotte Land weiter aus der miserablen Situation führen soll.[56]

### Sonntag, 26. August 2007
- Kiew/Ukraine: Ende der Orientierungslauf-Weltmeisterschaften 2007.
- München/Deutschland: Start der Weltmeisterschaften im Rudern, die bis zum 2. September andauert.
- Yaren/Nauru: Erste Hochrechnungen der Parlamentswahlen ergeben für die Gefolgschaft um Präsident Ludwig Scotty einen haushohen Wahlsieg und den Gewinn von 15 der 18 Parlamentssitze. Am Dienstag sollte Scotty voraussichtlich bei den Präsidentschaftswahlen vom Parlament im Amt bestätigt werden.[57]

### Montag, 27. August 2007
- Berlin/Deutschland: Computer der deutschen Bundesregierung wurden durch Virenprogramme ausgespäht. Die Entdeckung belastet die Reise von Bundeskanzlerin Angela Merkel in die Volksrepublik China.[58]

### Dienstag, 28. August 2007

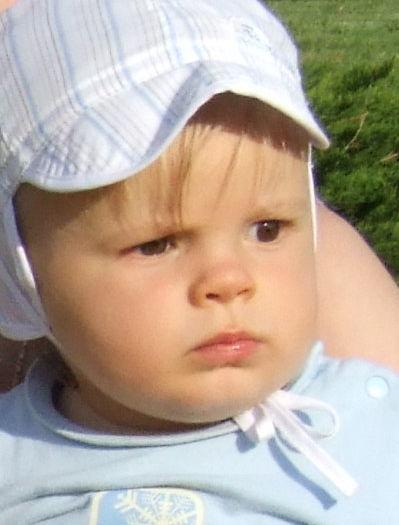
Kind im Krippenalter

- Ankara/Türkei: Im dritten Wahlgang wählt die Große Nationalversammlung den bisherigen Außenminister und ehemaligen Ministerpräsidenten Abdullah Gül von der Partei für Gerechtigkeit und Aufschwung zum neuen Staatspräsidenten.[59]
- Berlin/Deutschland: Bund und Länder einigen sich auf einen Rechtsanspruch für einen Krippenplatz ab 2013.[60]
- Yaren/Nauru: Nach den Wahlen im kleinen Pazifikstaat wird Präsident Ludwig Scotty vom Nauruischen Parlament im Amt bestätigt. Die Opposition nominiert Marcus Stephen. Scotty erhält 14 von 17 Stimmen.[61]

### Mittwoch, 29. August 2007

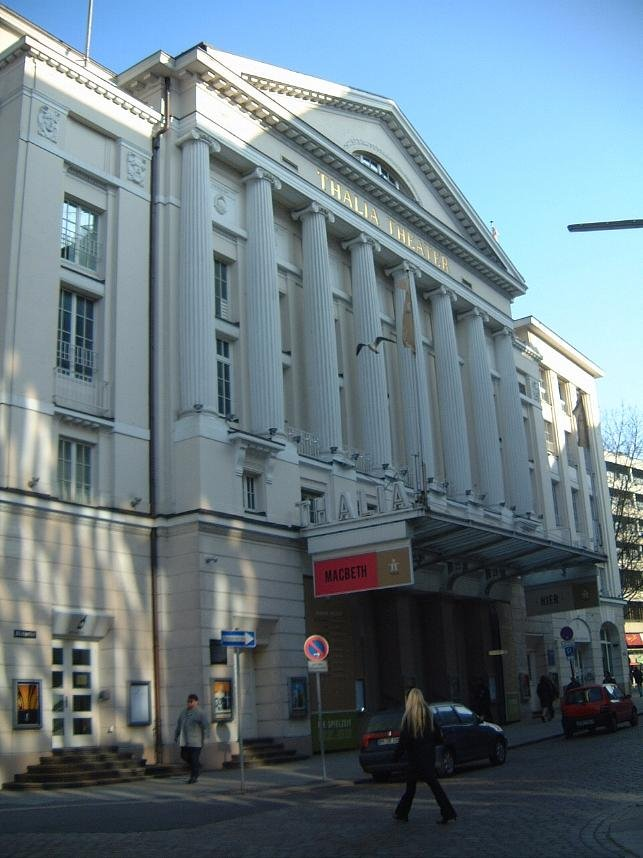
Thalia Theater

- Venedig/Italien: Die 64. Internationalen Filmfestspiele von Venedig werden mit der Literaturverfilmung Abbitte des britischen Regisseurs Joe Wright eröffnet.[62]

### Donnerstag, 30. August 2007
- Afghanistan: Die letzten sieben südkoreanischen Geiseln werden sechs Wochen nach Beginn des Geiseldramas von den radikalislamischen Taliban freigelassen. Bereits am Mittwochabend wurden zwölf weitere der ursprünglich 23 Geiseln freigelassen.[63]

### Freitag, 31. August 2007
- Berlin/Deutschland: Aus Bayern wurde so genanntes „Gammelfleisch“ nach Berlin geschickt, dort umetikettiert und in verschiedene deutsche Bundesländer an Dönerimbisse geliefert.[64]
- Berlin/Deutschland: Die Gewerkschaften ver.di und dbb tarifunion rufen in einer gemeinsamen Initiative zum Protest gegen Sparmaßnahmen in den öffentlichen Haushalten auf. Als gravierend werden die Einsparungen in der Gesundheits- und Krankenpflege und in Behörden herausgestellt.[65][66]
- Duisburg/Deutschland: Zwei Wochen nach den sechs Morden an Mitgliedern der Mafia-Organisation 'Ndrangheta in Duisburg fahndet die Polizei nun mit einem Foto nach einem 28-jährigen Italiener aus dem Raum Kaarst.[67]

## Weblinks

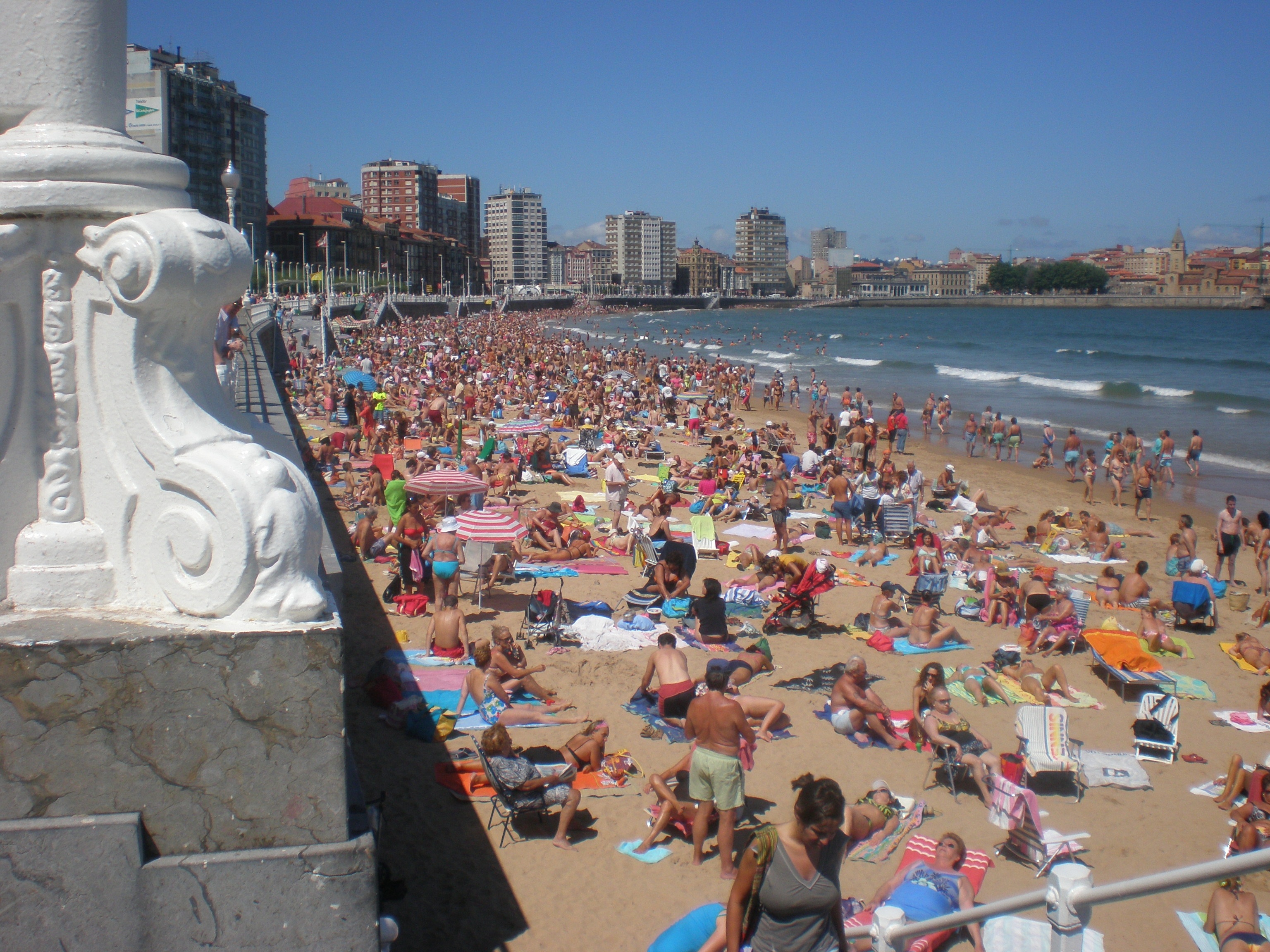
Spanien im August 2007